# Halifax Minster
Halifax Minster je gotický kostel s titulem minster ve městě Halifax v hrabství West Yorkshire, ve Spojeném království. Kostel je zasvěcen sv. Janu Křtiteli, a tak je jeho celý název zní anglicky The Minster Church of St. John the Baptist. Původně farnímu kostelu byl udělen titul Minster v roce 2009, a stal se tak jedním ze tří kostelů s tímto titulem v lokalitě West Yorkshire, spolu s kostely Dewsbury Minster a Leeds Minster. Halifax Minster, stojí na místě dřívějšího normanského kostela. Halifax Parish Church (farní kostel) byl postaven v 15. století a jsou v něm dochovány pozůstatky z předchozí stavby.

## Historie

### Počátek kostela
První sakrální objekt, který stál na místě současného Halifax Minster, byl klášter založený v roce 1120. Ten vlastnili a spravovali mniši z opatství Lewes. Tihle mniši a klášter v Lewes poté dohlíželi na výstavbu nového farního kostela v Halifaxu, zasvěceného sv. Janu Křtiteli. Z normanského kostela se dochovaly například ornamenty, které jsou stále viditelné v částech zdiva, a také náhrobní desky z 12. století. Prvním vikářem kostelu byl Ingelard Turbard, který na konci 13. století kostel přestavěl. Po těchto úpravách takhle zůstal z velké části nezměněný až do poloviny století patnáctého. V roce 1437 kostel prošel rozsáhlou přestavbou, která zahrnovala vznik presbytáře, dostavbu lodi a západní věže. V roce 1502 jmenovali mniši z Lewes novým vikářem Williama Rokebyho, významného anglického duchovního a dublinského arcibiskupa, který se podílel na křtu budoucí Marie I., jediného přeživšího potomka Jindřicha VIII. a Kateřiny Aragonské v roce 1516, která se později proslavila snahou zvrátit anglickou reformaci. V Halifaxu je však Rokeby známější kvůli své závěti. Fara totiž obdržela většinu Rokebyho majetku a finance byly využity k výstavbě kaple na severní straně budovy nazvané po svém donátorovi – tedy jako Rokebyho kaple. Neobvykle rovněž požádal, aby bylo jeho srdce pohřbeno pod presbytářem, kde je dodnes uložené.

### Reformace
Za vlády krále Jindřicha VIII. byl vikářem jmenován Robert Holdsworth, který měl na starosti provádění protestantských reforem v Halifaxu za Jindřicha VIII. Během nich se také rozšířilo čtení Bible v anglickém překladu. Protestantismus v zjevně sílil, na počátku 17. století se stal centrem puritánství. Proto se v rámci Anglické občanské války dostali do konfliktu s vikářem Richardem Marshem, příznivcem katolictví. Puritáni odsuzovali vyobrazení postav na vitrážích kostela a proto je zničili, a nahradili okny z čirého skla. Mnohá z těchto oken byla později nahrazena viktoriánskými vitrážemi, ale šest oken z původních vitráží se dochovalo v kostele až dodnes, díky některým občanům, které roztříštěné kusy oken uschovali.

### Poválečné období
Současné věžní hodiny byly instalovány v meziválečném období. Po druhé světové válce byly do kostela přidány pamětní desky připomínající místní padlé v tomto konfliktu. V roce 1993 byly znovu zavěšeny zvony, které jsou považovány za jedny z nejkvalitnějších kostelních zvonů v Británii.

### Současnost
Od roku 2000 prošel halifaxský kostel výraznou modernizací. Tento proces částečně vedla první žena ve funkci vikáře, Wendy Wilby. V roce 2005 byla přestavěna jihozápadní předsíň kostela a nově se vystavěl skleněný vchod s citátem od svatého Jana Křtitele: „Hle, beránek Boží.“ O dva roky později se stal vikářem Hilary Barber, a pod jeho vedení dostal kostel status Minster, kvůli své velikosti, minulosti a klášternímu dědictví. Hilary Barber, který je vikářem dodnes, se zasloužil o to, že v kostele probíhají alespoň tři veřejné bohoslužby denně. V roce 2016 rovněž inicioval rozsáhlou rekonstrukci hlavní lodi, která zahrnovala nový oltář, kazatelnu, odnímatelný osmihranný podstavec a nové lavice pro sbor. Změna umožnila aby byl prostor Minsteru flexibilně využitelný pro koncerty, konference a akce, organizované místní radnicí. Během pandemie COVID-19 se zde konaly zasedání rady města Halifaxu a slavnosti jmenování starosty města. Prostor byl zvolen díky svojí rozlehlosti ve snaze snížit rizika šíření nemoci Minster také hostil pietní bohoslužby za zesnulou královnu Alžbětu II. a prince Philipa.

## Vzhled Minsteru
Kostel je gotická stavba, která vznikla z pískovcových bloků. Dominuje panoramatu města.

### Zdivo
Na celém kostele jsou přiznané a dobře viditelné velké kamenné kvádry tvořící zdivo, které je zdobené složitými kamennými detaily, včetně soch svatých a biblických scén. Robustní konstrukci drží zdi a lehce odstupňované opěrné pilíře přilehlé přímo ke stěně, které přenáší váhu a tlak z kleneb. Pilíře jsou nahoře zakončené fiálami, jsou ozdobené řadou krabů a poupětem na špičce. Kraby jsou osazeny po celém obvodu korunní římsy.

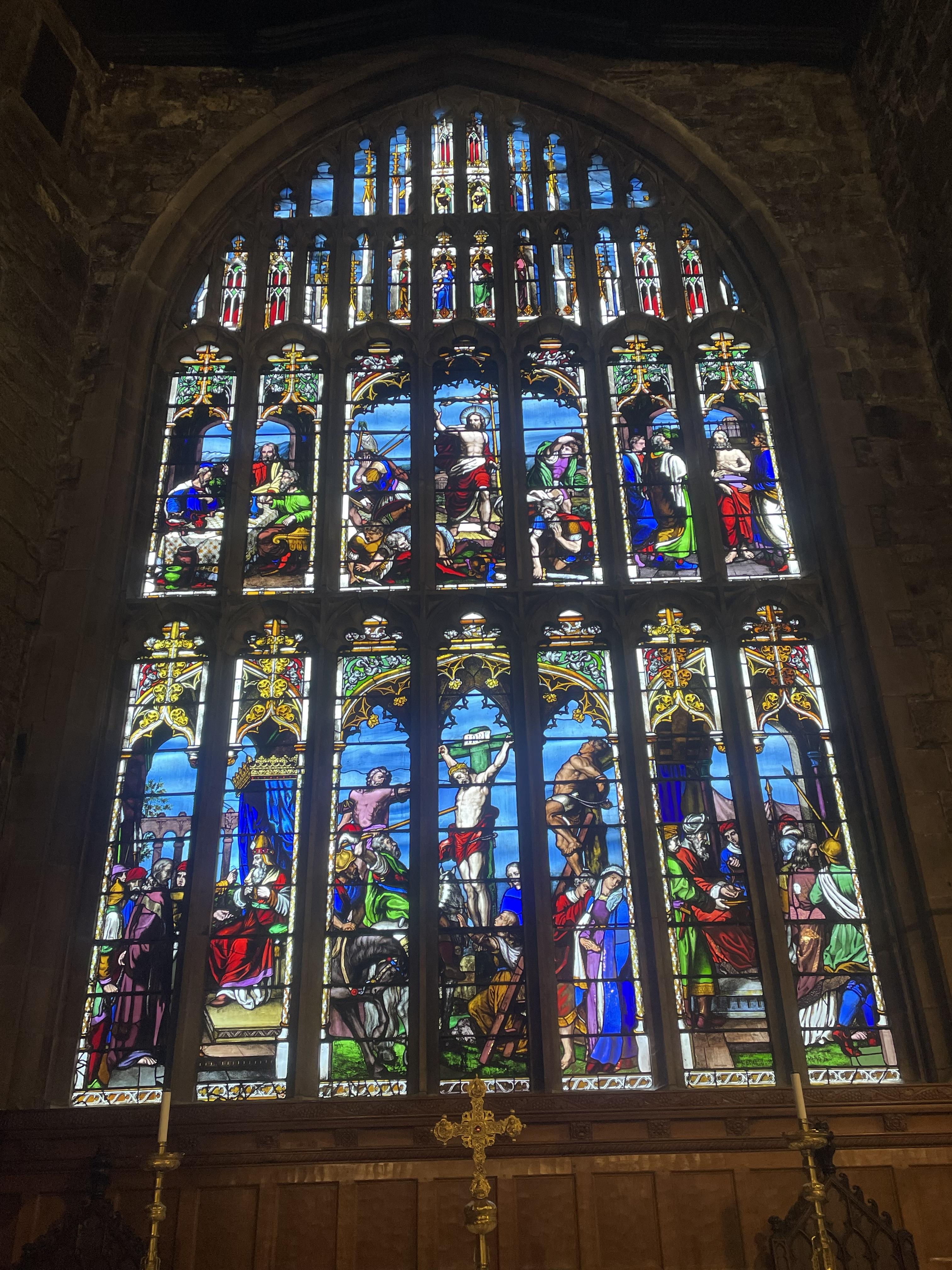
Vitráž

### Okna
Většina oken, kromě šesti vitráží s biblickými motivy jako Ukřižování a vzkříšení Ježíše Krista, jsou kousky čirého skla, lepené olovem do sférických a geometrických ornamentů. Dělená okna se vyznačují zakončením ostění typickým gotickým lomeným obloukem a vloženou kamennou kružbou v podobě drapériového oblouku, nad kterou se tyčí řady okenních dílů zakončených tzv. jeptiškami.

### Portál
Raně gotický portál se nachází na západní straně kostela. Za portálem s jednoduchým nezdobeným vimperkem je předsíň s širokým a mohutným vstupním portálem tvarovaným do jednoduchého lomeného oblouku. Nemá tympanon a není příliš bohatě zdobený, až na kamenickou práci v podobě jednodušších archivolt, výžlabků a tesařských geometrických ozdob na dveřích vstupu, které vedou do ramene transeptu.

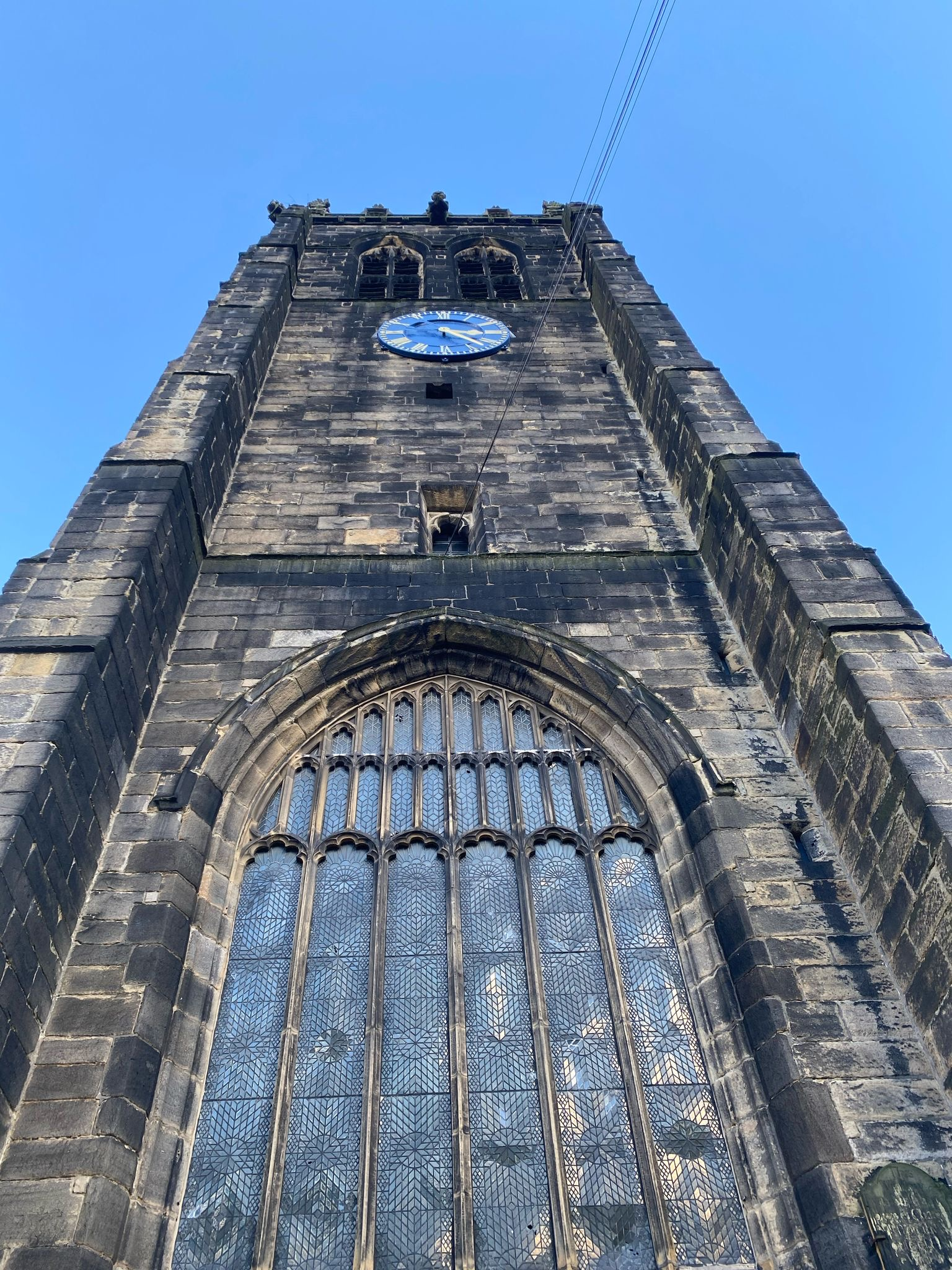
Věž

### Věž
Vysoká čtyřboká věž u hlavního vstupu má na každé své hraně odstupňovaný opěrák zakončený fiálou u střechy. Na každé její straně se nachází družené podvojné okno zakončené hrotitým obloukem. Na jedné straně pod oknem visí modré ručičkové hodiny se zlatým ciferníkem.

## Interiér

### Strop
Halifax Minster na rozdíl od mnoha jiných gotických kostelů nemá tradiční kamennou klenbu. Místo toho je jeho strop tvořen malovanými stropními panely s erbovými znaky, které byly původně namalovány mezi lety 1696 a 1703, a později přemalovány v roce 1815. Tyto malby představují erby předešlých vikářů a významných rodin z oblasti Halifaxu.

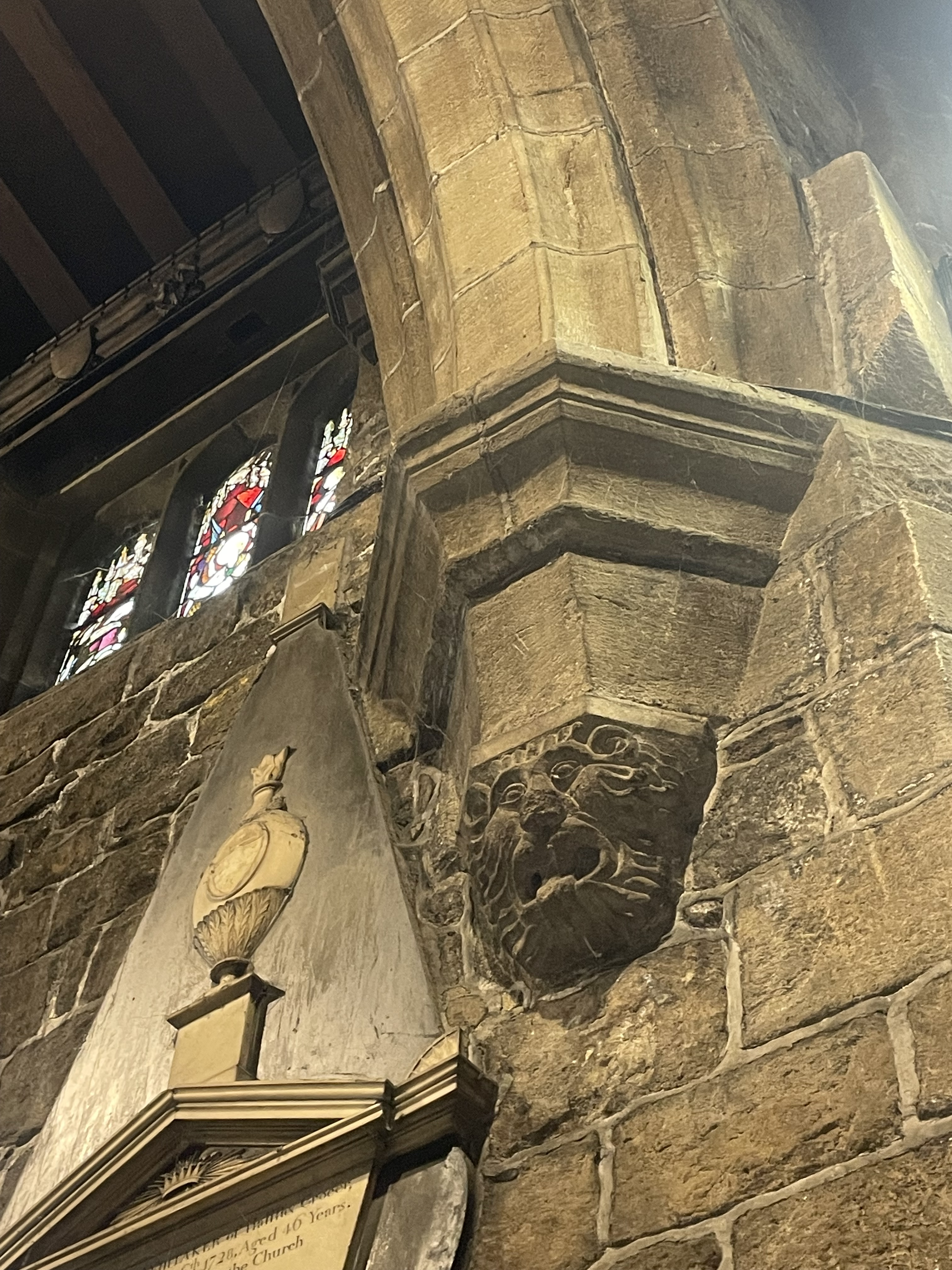
Konzola

### Dělení
Hlavní loď kostela je od dvou vedlejších postranních oddělena velkými lomenými oblouky, svedené na osmiboké sloupy. Kaple umístěné vedle presbytáře jsou od lodi odděleny poměrně mohutným kamenným lomeným obloukem, který na obvodovou zeď dosedá přes jehlancové konzoly s občasnou sochařskou výzdobou v podobě hlav zvířat.

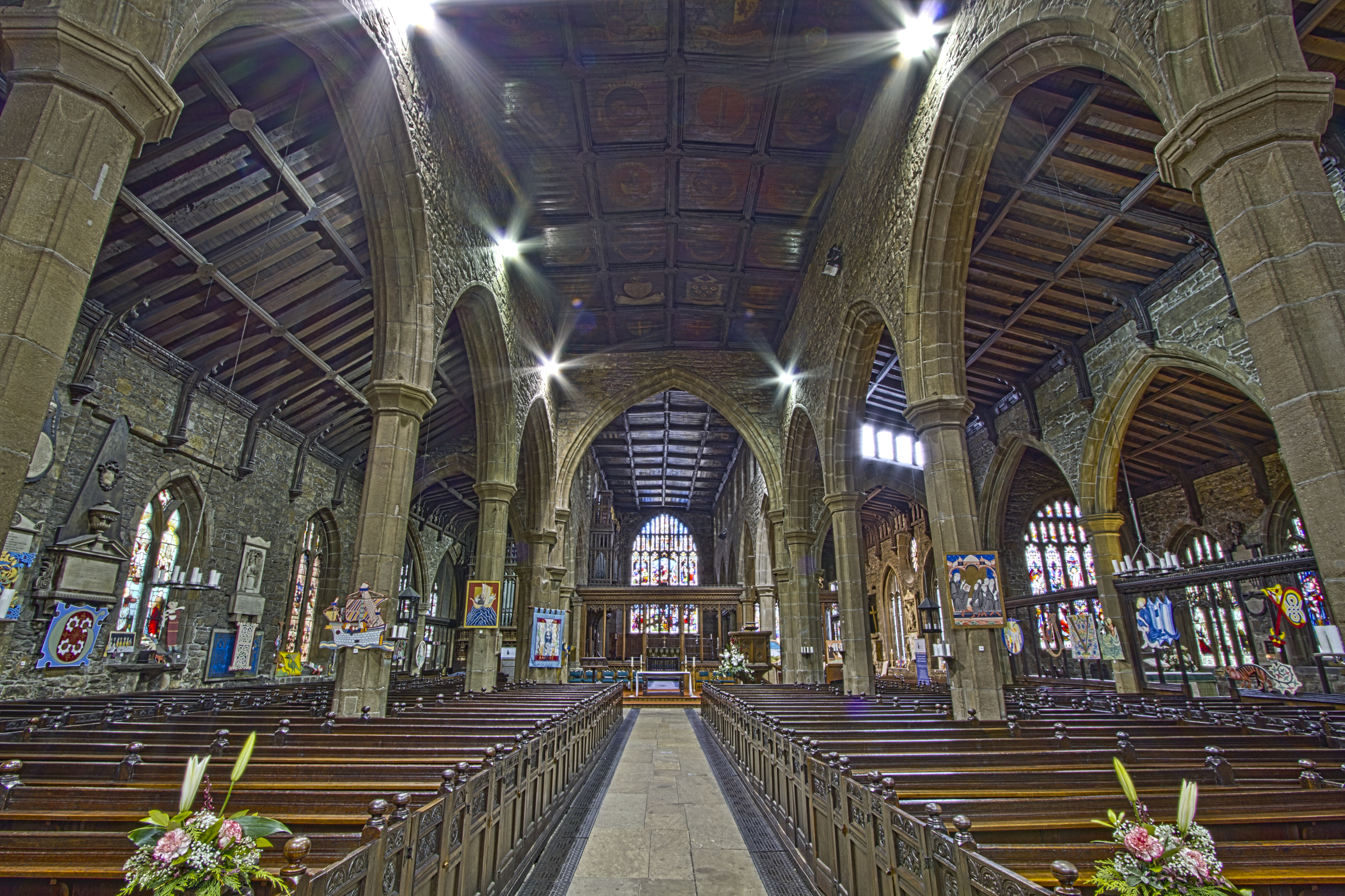
Ineriér

## Vybavení kostela
- Kryt křtitelnice se dochoval z období středověku a je považován za jeden z nejlíp dochovaných v celé Anglii. Kamenná nádoba nejspíš pochází z 15. století. Kryt měl původně zabraňovat lidem, aby nekradli křestní vodu, která měla mít léčivé účinky. Před rokem 1879 byly na křtitelnici i na jejím krytu viditelné stopy barvy, a tak víme, že kdysi byly bohatě zlaceny.
- Dřevěné lavice v presbytáři pocházejí z 15. století a byla restaurována v roce 1879. Pravděpodobně byly přeneseny z nějakého nedalekého opatství (například z opatství Kirkstall po rozpuštění klášterů Jindřichem VIII.).
- Oltářní zábradlí s jemnými spirálovitými řezbářskými prvky. Oltář byl poprvé ohraničen zábradlím v roce 1665.

- Fresky na stropě jsou namalované na panely představujících řadu předchozích vikářů a významných rodin z farnosti Halifax. Původně je namaloval James Hoyle a byly instalovány přibližně mezi lety 1696 a 1703. V roce 1815 byly přemalovány a v roce 1948 zase očištěny do podoby, v které jsou až dodnes.
- Pokladnička na almužny je držena dřevěnou sochou v životní velikosti známou jako „Starý Tristram“, kterou kolem roku 1701 vyřezal John Aked. Předpokládá se, že jde o vyobrazení skutečné osoby, která kdysi žebrala v okolí kostela.
- Pamětní deska biskupa Ferrara z roku 1847 je umístěna v jižní lodi. Biskup Robert Ferrar, který pocházel z farnosti Halifax, byl v roce 1555 upálen na hranici v Carmarthenu. Socha je dílem Josepha Bentleyho Leylanda.
- Kazatelna na kolečkách byla darována v roce 1879 na památku Charlese Musgravea (vikář v letech 1827–1875) jeho rodinou.